# Финогенов, Михаил Сергеевич
Михаил Сергеевич Финогенов — советский военный, государственный и политический деятель, генерал-лейтенант авиации.

## Биография
Михаил Сергеевич родился 12 июля 1908 года в городе Ростов-на-Дону в семье рабочего. Рано лишился отца. Окончив школу, поступает в фабрично-заводское училище в городе Златоуст. Затем работает в железнодорожном депо, откуда был направлен на учебу в рабфак при московском институте инженеров железнодорожного транспорта. В 1931 по спецнабору направляется в Качинскую военную школу пилотов. По окончании школы пилотов с отличием его оставляют в школе летчиком-инструктором.
Будучи командиром авиаэскадрильи участвовал в боях в районе озера Хасан, за что был награжден орденом Красного Знамени. Участник Великой Отечественной войны, командир авиационного полка, заместитель командира, командир 113-й авиационной дивизии, командир 73-го бомбардировочного авиационного Люблинского Краснознаменного корпуса, заместитель командующего Воздушной Армии, начальник Научно-испытательного полигона ВВС № 4/Ахтубинского авиационного гарнизона. 
Делегат XXII съезда КПСС.
Умер в Москве в 1974 году. Согласно даты смерти на памятнике и сведений родственников. Похоронен на Головинском кладбище.

## Память

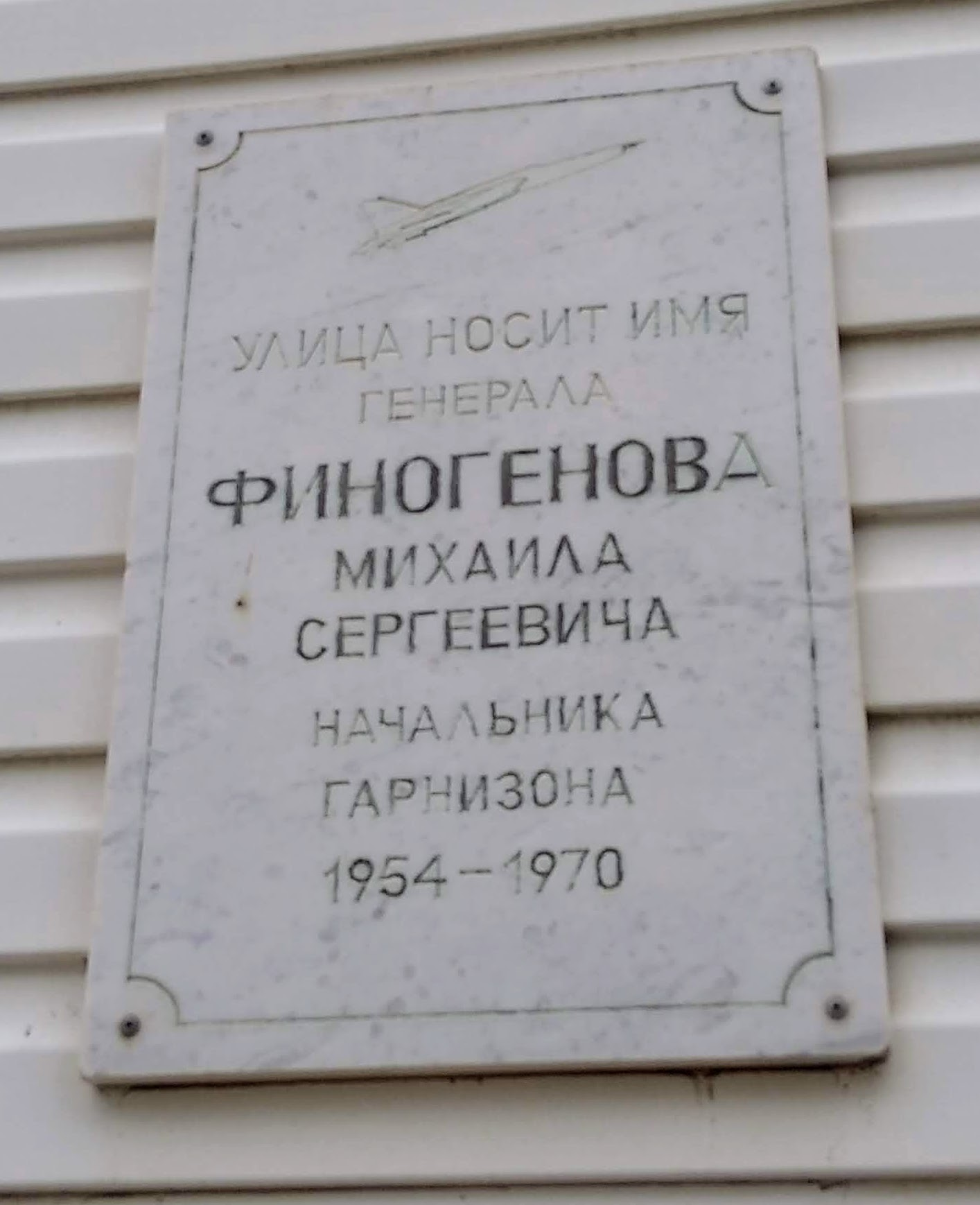
Табличка на улице Финогенова, г. Ахтубинск

- В городе Ахтубинске именем Финогенова названа улица[2].